# Ústřední výbor KSRF
Ústřední výbor Komunistické strany Ruské federace (do roku 1995 Ústřední výkonný výbor, v ruštině: Центральный Комитет Коммунистической Партии Российской Федерации) je řídící úřad. Členové ÚV jsou volení tajným hlasováním na sjezdu strany. Ústřední výbor řeší otázky činnosti strany, nevztahující se k pravomocem sjezdu. Od roku 1993 je předsedou Ústředního výboru KSRF Gennadij Zjuganov. Na XV. sjezdu KSRF, který se konal v Moskvě 23.-24. února 2013, byl ústřední výbor zvolen ve složení 180 členů a 116 kandidátů na členy. Členy předsednictva se stalo 20 osob. Sídlem ÚV je město Moskva. Plénum Ústředního Výboru KSRF se koná nejméně jednou za čtyři měsíce. Předsedou ÚV KSRF je Gennadij Zjuganov, první náměstek předsedy Ivan Melnikov, zástupce předsedy Vladimir Kašin, Valerij Raškin, Dmitrij Novikov.